# Pierre Didot
Pierre Didot, dito Pierre, o Jovem (1761-1853) (* Paris, 23 de Janeiro de 1761 † Paris, 31 de Dezembro de 1853) foi Impressor e ilustrador francês de livros, filho caçula de François-Ambroise Didot (1730-1804), imprimiu edições primorosas de Virgílio (1798); Racine (1801), Horácio, Jean de La Fontaine, além das obras de Nicolas Boileau e o poema épico Henriada (1812) de Voltaire.

## Obras
- Essai d'un nouveau caractère, offrant un essai lyrique, 1821
- Le bourgeois gentilhomme (1670)
- Britannicus (1670), tragédia em cinco atos
- Bucoliques, coletânea de dez poema de caráter pastoral
- Les caractères, 1688
- Considérations sur les causes de la grandeur des Romains et de leur décadence (1734)

## Família Didot
- François Didot (1689-1757)
- François-Ambroise Didot (1730-1804)
- Pierre-François Didot, o Velho (1731-1795)
- Firmin Didot (1764-1836)
- Henri Didot (1765-1852)
- Saint-Léger Didot (1767-1829)
- Pierre-Nicolas-Firmin Didot (1769-1836)
- Ambroise-Firmin Didot[2] (1790-1876)
- Hyacinthe-Firmin Didot (1794-1880)
- Jules Didot (1794-1871)
- Edouard Didot (1797-1825)
- Alfred Firmin-Didot[3] (1828-1913)